# 2009年東亞運動會網球比賽
2009年東亞運動會網球比賽於12月6日至10日在維多利亞公園網球中心進行，賽事設5個小項。賽事的最後兩天為決賽日，首日頒發面混雙金牌，翌日頒發男女子單雙打金牌。

## 獎牌分佈
| 項目     | 金牌                      | 银牌                      | 铜牌                                            |
| 男子單打 | 杉田佑一 ( 日本)          | 伊藤竜馬 ( 日本)          | 王宇佐 ( 中華臺北) · 鄭石英 ( )                 |
| 男子雙打 | 曾少眩/张择 ( 中国)       | 李欣翰/易楚寰 ( 中華臺北) | 伊藤竜馬/近藤大生 ( 日本) · 公茂鑫/李喆 ( 中国) |
| 女子單打 | 張凱貞 ( 中華臺北)        | 張帥 ( 中国)              | 土居美咲 ( 日本) · 李珍雅 ( )                   |
| 女子雙打 | 謝淑薇/莊佳容 ( 中華臺北) | 金昭貞/李珍雅 ( )         | 孫勝男/張帥 ( 中国) · 季春美/徐一幡 ( 中国)     |
| 混合雙打 | 莊佳容/易楚寰 ( 中華臺北) | 謝淑薇/李欣翰 ( 中華臺北) | 孫勝男/曾少眩 ( 中国) · 李喆/徐一幡 ( 中国)     |